# はたえ金次郎の夕焼け一丁目
はたえ金次郎の夕焼け一丁目（はたえきんじろうのゆうやけいっちょうめ）は、かつてニッポン放送の平日夕方の時間帯で放送されていたラジオ番組。パーソナリティは当時ニッポン放送のアナウンサーはたえ金次郎。放送期間は1984年4月9日から1987年4月3日まで。

## 放送時間
- 毎週月曜日 - 金曜日　17:00 - 17:50 （1984年4月9日 - 1984年10月5日）
- 毎週月曜日 - 金曜日　17:00 - 18:00 （1984年10月8日 - 1985年4月5日）
- 毎週月曜日 - 金曜日　17:00 - 17:50 （1985年4月8日 - 1985年10月4日）
- 毎週月曜日 - 金曜日　17:00 - 18:00 （1985年10月7日 - 1986年4月4日）
- 毎週月曜日 - 金曜日　17:00 - 17:50 （1986年4月7日 - 1986年10月3日）
- 毎週月曜日 - 金曜日　17:00 - 18:00 （1986年10月6日 - 1987年4月3日）

## 出演者
- パーソナリティ:はたえ金次郎

## 概要
当番組は、同じく当時ニッポン放送のアナウンサーであったひがのぼるがパーソナリティを担当していた『夕空晴れて!ひがのぼるです』の後継番組としてスタート。はたえ金次郎（本名は波多江孝文）は、それまで各番組で「はた金次郎」のマイクネームを使用していたが、当番組を担当するにあたりマイクネームを「はたえ金次郎」に変更している。
会社から帰宅中などのサラリーマンに向けての情報や得する話題、また夕食の支度をする人にはそのメニューのアドバイスなどの内容で、「今日から明日へつながる夕方」を演出するという企画意図である。
番組は3年間放送され、この番組が始まる前の4時からは『橘家圓蔵のハッピーカムカム』を放送していた。
放送が終了したのも同じ1987年4月3日である。この2番組が終了した後に笑福亭鶴光がパーソナリティーで、2003年3月まで16年間に渡り放送されることになる『鶴光の噂のゴールデンアワー』がスタートした。

## 内包番組
（）

### 1984年4月 -
- ニュースダイナミックス
- 天気予報
- 山城新伍の「新伍一番勝負」!
- はたえ金次郎の三菱ダイヤモンドハイウェイ
- 岸本加世子の言ってもいいかな?

### 1984年10月 -
- ニュースダイナミックス
- 天気予報
- 山城新伍の「新伍一番勝負!」
- はたえ金次郎の三菱ダイヤモンドハイウェイ
- 岸本加世子の言ってもいいかな?
- 江本孟紀・ズバッとど真ン中

### 1985年4月 -
- ニュースダイナミックス
- 天気予報
- 山城新伍の「新伍一番勝負!」
- はたえ金次郎の三菱ダイヤモンドハイウェイ
- 岸本加世子の言ってもいいかな?

### 1985年10月 -
- ニュースダイナミックス
- 天気予報
- 山城新伍の「新伍一番勝負!」
- はたえ金次郎の三菱ダイヤモンドハイウェイ
- 夕焼けちゃんこなべ
- 江本孟紀・ズバッとど真ン中

### 1986年4月 -
- ニュースダイナミックス
- 天気予報
- 山城新伍の「新伍一番勝負!」
- はたえ金次郎の三菱ダイヤモンドハイウェイ
- はたえ金次郎の口も八丁しゃべるが勝ち!

### 1986年10月 -
- ニュースダイナミックス
- 天気予報
- 山城新伍の「新伍一番勝負!」
- はたえ金次郎の三菱ダイヤモンドハイウェイ
- はたえ金次郎の商売繁盛大入袋!
- エモやん・ちえみのズバッとど真ン中（江本孟紀・堀ちえみ）